# Crystal Scales
Crystal Scales (nacida el 22 de noviembre de 1971) es una actriz, cantante, y rapera.  Ella da voz al personaje de Liberty "Libby" Danielle Folfax en la serie de televisión The Adventures of Jimmy Neutron: Boy Genius, y prestó su voz a la serie de Cartoon Network de André 3000 Class of 3000 como Tamika Jones. También ha dado voz a Cleo Carter para la serie animada Tutenstein.

## Filmografía
- The Wayans Bros. (1997) - Mujer
- Los PJs (1999) - Calvin
- Los PJs (1999) - Calvin
- Los PJs (1999) - Calvin
- Undressed (1999)
- Static Shock (2000) - Daisy Watkins
- The Bogus Witch Project (2000)
- Titan A.E. (2000)
- Jimmy Neutrón (2001) - Libby Folfax
- Oswald (2001) - Daisy
- The Wild Thornberrys Movie (2002) - Voces adicionales
- Jimmy Neutrón (2002) - Libby Folfax/Señora Folfax
- Tutenstein (2003) - Cleo Carter (voz)
- The Electric Piper (2003)
- All Grown Up! (2003) - Bernadette
- Jimmy Neutrón (2004) - Libby Folfax
- The Jimmy Timmy Power Hour (2004) - Libby Folfax
- The Jimmy Timmy Power Hour 2 (2005) - Libby Folfax
- Attack of the Twonkies (2005)
- Class of 3000 (2006) - Tamika Jones
- Yo Momma (2006)
- Wunderkind Little Amadeus (2006) - Mario
- Afro Samurai (2007) - Niño Afro
- Batman: Gotham Knight (2008) - Meesh
- Doraemon: Leyenda del Gigante Verde (2008, versión americana)
- Wolverine Y los X-Men (2009) - Erica
- Scooby-Doo! Abracadabra-Doo (2010) - Crystal
- Dora y sus amigos (2016) - Emma